# Torre Madurell
La Torre Madurell és una obra de Molins de Rei (Baix Llobregat) inclosa a l'Inventari del Patrimoni Arquitectònic de Catalunya.

## Descripció
Construcció feta totalment d'obra vista. La seva estructura consta d'un cos central format per planta baixa i dos pisos, el qual té adossats diversos cossos de diferent alçada. Tot l'edifici està cobert per teulades a dues aigües. La planta baixa té diferents accessos, el principal dels quals és un portal adovellat. La resta de la façana està formada per finestres. Al primer pis hi ha finestres i balcons i al segon petites finestres d'arc de mig punt. A un costat té adossada una torreta. Tota la construcció està envoltada per un jardí.

## Història
La Torre Madurell està situada dins la propietat de Can Campreciós.